# Blanca Castellón
Blanca Castellón (Managua, Nicaragua, 1958) es una destacada poetisa nicaragüense. 
Es autora de Ama del espíritu (poesía, 1995), Flotaciones (poesía, 1998) y Orilla opuesta (poesía, 2000). Es también ganadora de Instituto de Estudios Modernistas de poesía en Valencia, España. Actualmente es la Vicepresidenta del Centro Nicaragüense de Escritores.
Está casada con Luis Baez Loyola, y tiene tres hijos: Luis, Carlos y Javier.